# Tajalli
Le Tajalliat (plurale di tajalli; ar. التجلي) o teofanie nel dominio dell'essere sono manifestazioni della Verità divina nel rispetto dell'infinita perfezione e dell'eterna gloria. Le teofanie sono essenzialmente la manifestazione della Sua Bellezza, della Sua Perfezione e del Suo Amore, come sono espressi nell'immenso scenario dell'universo. Le Teofanie dell'Esistenza comprese interamente consistono in tre livelli che Ibn Arabi chiama hadarât (Presenze o Dignità).

## Primo Livello: pura Essenza
Le prime sono chiamate teofanie dell'Essenza. Sono determinazioni di Dio in Se Stesso, per Se Stesso nella sua Essenza trascendendo ogni manifestazione e forma. Il mondo dal quale queste teofanie e la loro radiazione sgorga è chiamato Unità alam al-ahadiyya («dominio dell'Unità»). In questo universo, l'Essenza divina appare al di sopra di ogni descrizione, nome o qualifica. È il mondo della pura Essenza considerata come Mistero dei Misteri e Segreto dei Segreti dal quale sono generate le teofania dell'Essenza, lo specchio in cui è riflessa l'assoluta Realtà esistenziale.

## Secondo livello: gli Attributi
Questi sono le teofanie nell'esistenza delle qualità divine. le teofanie nell'esistenza degli Attributi divini costituiscono le determinazioni di Dio in Se Stesso e per Se Stesso sotto l'aspetto dei Suoi intrinseci Nomi e Attributi. Il mondo specificato per questo tipo di teofania è alam al-wahda (Dominio dell'Unicità dell'Essenza coi suoi Attributi). Dio-Verità si manifesta sia nella Sua Essenza che nella sua Intrinseca Perfezione dopo essersi celato come "Tesoro Nascosto". Questo aspetto nasce dalla meditazione di ciò che Ibn Arabi chiama la più santa emanazione (al-fayd al-aqdas). In questo particolare mondo di teofanie gli esseri destinati a incarnarsi appaiono nella forma di realtà immutabili.

## Terzo livello: Atti
Queste sono le teofanie esistenziali attive da quando la natura di Dio o la divinità nella sua Essenza, Natura, Azione, personificata nei Suoi Nomi Divini. Le teofanie esistenziali dell'Azione divina sono gli effetti estrinsechi del Potere divino nel mondo manifestato. Il mondo dove queste teofanie sono esercitate e rivelate si chiama alam al-Wahdâniyya ,L'Unificazione nei suoi tre aspetti: Essenza-Attributi-Azione. Il mondo si manifesta attraverso la sacra emanazione (al-fayd al-Muqaddas): un universo dove Dio si manifesta sotto forma di eterne realtà che circondano specie e individui, forme sensibili e astrazioni.

## Tajalli nella poesia secolare
Nella poesia Urdu, si può notare l'uso di un linguaggio metaforico nell'utilizzo di parole come "amato" (dilbar), "meta" (muqam), "vino" (sharaab), "annientamento" (fana) e "contemplazione" (nazar) con un significato diverso da quello materiale. Tajalli è usato con effetti simili, ad esempio:
[...] Ek tajalli, ek tabbassum, ek nigah-e-Banda nawaz,

Is se zyaada, e-gham-e-jaana,

Dil ki keemat kya kahiye,

Kya kahiye, kya kahiye...
tradotto come:
quale valore più alto di questo potrebbe portare l'affranto mio cuore...»